# René Skovdahl
René Skovdahl (født 2. februar 1970) er en dansk fodboldtræner, der senest var træner for Næstved Boldklub.
René Skovdahl er søn af Ebbe Skovdahl. 

## Karriere
Han arbejdede fra 1998 og frem til 2011 i forskellige stillinger i Brøndby IF. Siden blev han assistent for Ole Gunnar Solskjær i først Molde FK og siden Cardiff City F.C..
I 2016 blev han ny cheftræner for Hønefoss BK. Denne post besad han et halvt år, inden han drog til Israel for at blive assistenttræner for René Meulensteen i Maccabi Haifa F.C.
I juni 2017 blev han ny cheftræner for FC Roskilde i 1. Division. Efter en dårlig start på sæsonen med blot otte point i ni kampe blev Skodahl fyret i september 2017.
I januar 2019 blev han træner for den norske klub Brattvåg IL.
I juli 2024 forlod Skovdahl Brattvåg for at blive træner for Næstved Boldklub. I april 2025 opsagde han sin stilling kort efter, at Næstved havde sikret sig en plads i oprykningsspillet i 2. Division.